# Portadora-E
La Portadora-E (inglés:E-carrier) forma parte del sistema PDH (Plesiochronous Digital Hierarchy) en la cual un grupo de circuitos E1 se puede empaquetar sobre enlaces E3, de mayor capacidad, entre dos centrales telefónicas. Esto permite al operador de redes proporcionar circuitos privados E1 de extremo a extremo entre clientes ubicados en diferentes países y que comparten entre ellos enlaces comunes de alta capacidad.
En la práctica solo se usan las versiones E1 y un E3. Físicamente el E1 transmite 32 intervalos de tiempo (timeslots) y el E3 transmite 512, pero uno se usa para sincronización de tramas y otro, normalmente, para señalización.
Los circuitos E1 son bastante comunes en la mayoría de las centrales telefónicas y se usan para conectar grandes y medianas empresas con centrales remotas, o para conexión entre centrales. Los circuitos E3 se usan para conexiones entre centrales, operadores nacionales e internacionales.

## Formato E1
E1 es un formato de transmisión digital; su nombre fue dado por la administración de la (CEPT). Es una implementación de la portadora-E. El formato de la señal E1 lleva datos en una tasa de 2.048 millones de bits por segundo y puede llevar 32 canales de 64 Kbps * cada uno, de los cuales treinta y uno son canales activos simultáneos para voz o datos en SS7 (Sistema de Señalización Número 7). En R2 el canal 16 se usa para señalización por lo que están disponibles 30 canales para voz o datos. E1 lleva en una tasa de datos algo más alta que el T-1 (que lleva 1,544 millones de bits por segundo) porque, a diferencia del T-1, no hace el bit-robbing y los ocho bits por canal se utilizan para cifrar la señal. E1 y el T-1 se pueden interconectar para uso internacional: el E1 se usa en todo el mundo excepto Canadá, Estados Unidos y Japón.[cita requerida]
Un enlace E1 opera sobre dos juegos separados de cable, usualmente es un cable coaxial. Una señal nominal de 2.4 voltios es codificada con pulsos usando un método que evita períodos largos sin cambios de polaridad. La tasa de línea es de 2.048 Mbit/s (full duplex, ej. 2.048 Mbit/s descarga y 2.048 Mbit/s carga) el cual está abierto en 32 segmentos de tiempo (llamados Time Slots), cada uno tiene un turno direccionado de 8 bit. De esa manera cada casilla envía y recibe un número de 8 bits muestreado 8000 veces por segundo(8 x 8000 x 32 = 2.048.000). Esto es ideal para llamadas telefónicas de voz, en donde la voz es muestreada en un número de 8 bit y esa tasa de datos es reconstruida en el otro extremo. 
Una casilla de tiempo (TS0) es reservado para efectos de segmentación, y transmite alternadamente un patrón arreglado. Esto permite al receptor detectar el inicio de cada trama y encontrar cada canal en el turno. Los estándares permiten que se realice un chequeo de redundancia cíclica a través de todos los bit transmitidos en cada segmento, para detectar si el circuito está perdiendo bits (información), pero esto no siempre es usado. 
Una casilla de tiempo (TS16) es usualmente reservada para propósitos de señalización, para controlar la configuración de la llamada y desmonte de acuerdo a varios protocolos estándar de telecomunicaciones. Esto incluye señalización de canales asociados (Channel Associated Signaling - CAS) en donde un juego de bits es usado para replicar la apertura y cierre del circuito (como si se descolgara y se marcara en un teléfono analógico). Sistemas más recientes usan señalización de canal común (Common Channel Signaling - CCS)como ISDN o sistema de señalización número 7 (SS7 - Signalling System 7) el cual envía pequeños mensajes codificados con más información de la llamada, incluyendo Identificador de llamada (Caller ID), tipo de transmisión requerida etc. ISDN es usado normalmente entre nodos locales de telefonía y negocios principales, mientras que SS7 es casi exclusivamente usado entre nodos y operadores. SS7 puede manejar hasta 4096 circuitos por canal de señalización, de esa manera es levemente más eficiente en el uso total de la transmisión del ancho de banda. 
A diferencia de los anteriores sistemas T-carrier desarrollados en Norteamérica, todos los 8 bits de cada muestreo están disponibles en cada llamada. Esto permite el sistema E1 ser usado igualmente bien para circuitos de llamadas de datos, sin riesgos de pérdidas de información. 
Mientras que el estándar CEPT G703 especifica muchas opciones para la transmisión física, se utiliza de forma casi exclusiva el formato HDB3. 
- Datos: Q2327982